# Xdvik
xdvik は、X Window System用のオープンソースのDVIファイルビューアーである。xdviを基に作られているが、xdviとは異なりkpathseaが含まれる。xdvikのバージョン番号は対応するxdviに追従し、その後ろにパッチレベルの番号が付加される。たとえば、xdvikのバージョン 22.84.10はxdviのバージョン 22.84に対応し、パッチレベルが10であることを示す。

## 特徴
xdvik-22.84には以下のような特徴がある。
- 全機能についてキーボードによる操作をサポートする
- ghostscriptにより、PostScript画像ファイルのレンダリングを行う
- インバース検索 - xdvi のウィンドウをクリックすることにより、対応する TeX ソースをエディタでオープンできる（その逆も可能）
- カラースペシャルをサポート
- DVIファイルのPostScript版の印刷・保存が可能

また、22.84で新たに加わった機能は以下の通り。
- hyperrefパッケージによるDVIファイルのハイパーリンクに対応
- DVIファイルの文字列検索ができる
- DVIファイルを自動的にリロードするためのオプション
- ファイルが壊れているときはDVIファイルのバックアップコピーを使用する。それにより、(La)TeX の実行中も旧バージョンのドキュメントを見ることができる。
- t1libによりPostScriptフォントのレンダリングが可能
- GUIの向上 : ナビゲーション用のページリスト、ステータスライン、ツールバー、選好ウィンドウ（Motif 版）
- DVIファイルを以下のフォーマットにして保存できる : PS、PDF、DVI、プレーンテキスト
- DVIファイル内のテキストを検索できる。
- Kpathseaライブラリにより、ファイルの配置・生成を行う
- Omegaをサポート